# Derek Ogbeide
Derek Ikumalo Ogbeide (Lagos, 28 marzo 1997) è un cestista nigeriano con cittadinanza canadese.

## Carriera
Uscito dalla University of Georgia, ha avuto la sua prima esperienza professionistica a Cipro, con l'AEK Larnaca. Nel 2020-2021, alla sua seconda annata in gialloverde, ha contribuito alla conquista sia del campionato che della Coppa di Cipro. È stato inoltre eletto MVP del campionato, a fronte di 14 punti, 10,3 rimbalzi e 1,5 stoppate a partita.
Nel maggio 2021, poche settimane dopo la fine del torneo cipriota, si è unito agli israeliani dell'Hapoel Eilat per disputare quattro partite dei play-off.
Il 27 giugno 2021 è stato annunciato come nuovo giocatore dei greci del PAOK Salonicco, con cui è rimasto fino al mese di dicembre. Nel successivo gennaio ha firmato con il Konyaspor, squadra che a fine stagione ha centrato la promozione dalla seconda alla prima serie turca. In 27 partite tra regular season e play-off, l'apporto di Ogbeide è stato di 13,7 punti e 8 rimbalzi di media.
Il 19 luglio 2022 è diventato ufficialmente un nuovo giocatore di Rinascita Basket Rimini, squadra neopromossa in Serie A2. In regular season, oltre ai 16,1 punti di media, alle 0,9 stoppate e al 58,7% al tiro da due, Ogbeide si è imposto con 8,9 rimbalzi a partita come miglior rimbalzista del suo girone a pari merito con il pistoiese Carl Wheatle (anche se, considerando il secondo decimale, è stato quest'ultimo a prevalere). Il 2 aprile 2023, dopo neppure un minuto della prima partita della seconda fase contro Latina, si è infortunato alla spalla destra riportando una lesione di Bankart che lo ha costretto ad operarsi e a saltare le restanti partite.
Il 6 luglio 2023 è stato ufficialmente ingaggiato da Pistoia Basket, squadra neopromossa nella massima serie. Ogbeide, che non ha saltato neppure una partita, ha aiutato la formazione toscana a centrare il sesto posto e la qualificazione ai play-off grazie anche al suo contributo di 11,6 punti e 8,6 rimbalzi di media, numeri che lo hanno portato ad imporsi come il miglior rimbalzista dell'intera regular season della Serie A 2023-2024.
Il 28 luglio 2024 è approdato al club sloveno del Cedevita Olimpija della capitale Lubiana con un contratto annuale. In cinque partite di Eurocup ha fatto registrare una media di 4,0 punti e 2,4 rimbalzi in poco meno di 10 minuti, mentre in sei gare di ABA Liga le sue medie sono state di 5,5 punti e 2,8 rimbalzi in 13,3 minuti. Il 2 novembre 2024 la società biancoverde ha annunciato la risoluzione consensuale del contratto con il giocatore. Il giorno seguente è stato ufficializzato il suo passaggio all'Hapoel Gerusalemme con un accordo valido fino al termine della stagione. Con gli israeliani ha disputato 8 partite in campionato, con una media di 6,9 punti e 3,4 rimbalzi, e 11 partite in Eurocup, con una media di 5,5 punti e 4,9 rimbalzi. Il 20 aprile 2025 è passato, in vista del finale di stagione, alla Trapani Shark, squadra che in quel momento stava lottando per il primo posto in regular season di Serie A (arriverà seconda) e che lo ha ingaggiato come soluzione aggiuntiva nel reparto lunghi, per offrire più opzioni in vista del finale di stagione e come eventuale copertura in caso di infortuni. Il tecnico Jasmin Repeša lo ha impiegato in due occasioni ai play-off (gara 3 dei quarti di finale contro Reggio Emilia e gara 1 delle semifinali contro Brescia), in entrambe segnando 2 punti e giocando al posto di Gabe Brown, mentre nelle altre partite è rimasto in tribuna a causa dei limiti sul numero di stranieri.

## Statistiche

### NCAA
| Anno      | Squadra          | PG  | PT  | MP   | TC%  | 3P% | TL%  | RP  | AP  | PRP | SP  | PP  |
| --------- | ---------------- | --- | --- | ---- | ---- | --- | ---- | --- | --- | --- | --- | --- |
| 2015-2016 | Georgia Bulldogs | 29  | 15  | 15,0 | 47,2 | -   | 47,2 | 5,2 | 0,4 | 0,1 | 0,8 | 4,0 |
| 2016-2017 | Georgia Bulldogs | 34  | 33  | 23,2 | 56,7 | -   | 57,6 | 7,6 | 0,6 | 0,4 | 1,1 | 7,1 |
| 2017-2018 | Georgia Bulldogs | 33  | 28  | 21,9 | 59,1 | 0,0 | 47,3 | 6,2 | 0,7 | 0,3 | 0,9 | 6,9 |
| 2018-2019 | Georgia Bulldogs | 32  | 25  | 21,1 | 53,0 | 0,0 | 61,9 | 5,7 | 0,8 | 0,5 | 0,6 | 9,7 |
| Carriera  | Carriera         | 128 | 101 | 20,5 | 54,6 | 0,0 | 55,7 | 6,2 | 0,6 | 0,3 | 0,9 | 7,0 |

## Palmarès
- Campionato cipriota: 1

AEK Larnaca: 2020-2021
- Coppa di Cipro: 1

AEK Larnaca: 2020-2021